# Björn Borg
 Ikke at forveksle med Björn Borg (mærke).
Björn Rune Borg (født 6. juni 1956 i Stockholm, opvokset i Södertälje) er en svensk tennisspiller, der regnes for en af de bedste gennem tiderne.
Björn Borg slog igennem som vidunderbarn og spillede allerede som 15-årig Davis Cup for Sverige i 1972. 
Borg udviklede sig hurtigt og vandt to år senere sin første Grand Slam-titel i French Open. Han vandt yderligere 5 gange i Paris, men han huskes især for sine 5 sejre i Wimbledon i årene 1976-1980.  
I 1978, 1979 og 1980 vandt han French Open og Wimbledon i samme sæson hvilket betegnes som uhyre svært grundet den store forskel på grus og græs. (Det er siden lykkedes Nadal i 2008 og 2010 og Federer i 2009). 
Det er en rekord for alle grand slam-turneringer at Borg i 1978 vandt French Open og kun afgav 32 partier over de syv kampe. Nadal kom tæt på i French Open i 2017 med 34 tabte partier. Borg indtager selv 3.-pladsen med 38 tabte partier ved French Open i 1980. 
Inden da var han som ankermand på det svenske Davis Cup-hold med til at vinde Sveriges første Davis Cup-titel i 1975.
Björn Borg sluttede sin tenniskarriere i 1983 i en alder af kun 26 år.
Han kom i 1987 i International Tennis Hall of Fame og i 2003 i det tilsvarende Swedish Tennis Hall of Fame. I forbindelse med årtusindskiftet blev Bjørn Borg i år 2000 af det Svenska Idrottsakademin kåret som århundredets bedste svenske idrætsmand foran slalomløberen Ingemar Stenmark og bokseren Ingemar Johansson.
Efter afslutning på sin sportskarriere har Björn Borg lagt navn til tøjmærke (primært undertøj), tasker, sportsudstyr, men han har dog ikke længere kontrol over disse virksomheder.
Efter hans karriere stoppede, røg han ud i et ret kraftigt misbrug af euforiserende stoffer.
Han har været gift tre gange, med Mariana Simionescu (1980 - 1984), Loredana Bertè (1989 - 1993) og Patricia Östfeldt (2002).

## Sejre
- Södertälje Cup – 1 sejr 1970
- Wimbledon – 5 sejre i 1976, 1977, 1978, 1979, 1980,
- French Open – 6 sejre i 1974, 1975, 1978, 1979, 1980, 1981
- Davis Cup – med på det sejrende svenske hold i 1975